# 9267 Lokrume
9267 Lokrume eller 1978 RL10 är en asteroid i huvudbältet som upptäcktes den 2 september 1978 av den svenske astronomen Claes-Ingvar Lagerkvist vid La Silla-observatoriet i Chile. Den är uppkallad efter Lokrume kyrka.
Asteroiden har en diameter på ungefär 5 kilometer och den tillhör asteroidgruppen Koronis.